# آبسیدین انترتینمنت
آبسیدین انترتینمنت (انگلیسی: Obsidian Entertainment) یک توسعه دهنده بازی های ویدیویی آمریکایی واقع در ایروین، کالیفرنیا است. در ژوئن ۲۰۰۳، اندکی قبل از بسته شدن بلک آیل استدیوز، توسط کارمندان سابقو آن تأسیس شد.
در نوامبر ۲۰۱۸، آبسیدین انترتینمنت توسط مایکروسافت خریداری شد و بخشی از ایکس باکس گیم استودیوز شد. آخرین محصول آنها بازی بقا محور گراندد و بازی ماجراجویی پنتیمنت است. این استودیو در حال حاضر در حال توسعه آوود و جهان های بیرونی ۲ است.